# Francesco Montenegro
Francesco Montenegro (sinh 1946) là một Hồng y người Italia của Giáo hội Công giáo Rôma. Ông hiện đảm nhiệm vị trí Hồng y đẳng Linh mục Nhà thờ Santi Andrea e Gregorio al Monte Celio(Thánh Andrea và Gregorio tại Monte Celio) và Tổng giám mục Tổng giáo phận Agrigento.

## Tiểu sử
Hồng y Francesco Montenegro sinh ngày 22 tháng 5 năm 1946 tại Messina, Italia. Sau quá trình tu học, ngày 8 tháng 8 năm 1969, ông được thụ phong chức vị linh mục tại Giáo phận Messina, bởi Tổng giám mục Bản quyền Francesco Fasola.
Ngày 18 tháng 3 năm 2000, Tòa Thánh bổ nhiệm linh mục Montenegro làm Giám mục Hiệu tòa Aurusuliana, Giám mục Phụ tá Tổng giáo phận Messina-Lipari-Santa Lucia del Mela. Lễ tấn phong cho vị tân chức được cử hanh sau đó vào ngày 29 tháng 4 sau đó, bởi các vị chủ sự nghi thức: Tổng giám mục Tổng giáo phận Messina-Lipari-Santa Lucia del Mela Messina-Lipari-Santa Lucia del Mela làm chủ phong; Hai giám mục phụ phong bao gồm: Nguyên Tổng giám mục Messina-Lipari-Santa Lucia del Mela Ignazio Cannavò và Giám mục Francesco Sgalambro, chính tòa Giáo phận Cefalù. Tân giám mục chọn khẩu hiệu:Caritas sine modo(Nếu không có tình yêu).
Ngày 23 tháng 2 năm 2008, Tòa Thánh bổ nhiệm Giám mục Montenegro làm Tổng giám mục Tổng giáo phận Agrigento. Ông nhậm chức ngày 17 tháng 5 cùng năm.
Ngày 14 tháng 2 năm 2015, dịp tổ chức Công nghị Hồng y, Giáo hoàng Phanxicô vinh thăng Tổng giám mục Montenegro làm Hồng y Nhà thờ Santi Andrea e Gregorio al Monte Celio(Thánh Andrea và Gregorio tại Monte Celio). Ông đã nhận nhà thờ hiệu tòa của mình ngày 19 tháng 4 sau đó.